# Озерани-Малі
Озерани-Малі (пол. Ozierany Małe) — село в Польщі, у гміні Кринки Сокульського повіту Підляського воєводства.
Населення — 18 осіб (2011).
У 1975-1998 роках село належало до Білостоцького воєводства.

## Демографія
Демографічна структура станом на 31 березня 2011 року:
|          | Загалом | Допрацездатний вік | Працездатний вік | Постпрацездатний вік |
| -------- | ------- | ------------------ | ---------------- | -------------------- |
| Чоловіки | 9       | 0                  | 7                | 2                    |
| Жінки    | 9       | 2                  | 1                | 6                    |
| Разом    | 18      | 2                  | 8                | 8                    |